# 檢察提前介入制
檢察提前介入制是中華人民共和國一種司法機制，在公安辦理案件時檢察官就提前介入參與，共同辦案，掌握辦理過程的來龍去脈和證據邏輯鏈條，提前的程度可以早至案發報案時公安第一次前往現場就一同前往。
一般狀態下辦案由公安警察全權辦理，檢察官被動等待結果的卷宗上交，之後才開始審查成案與否和起訴方式。提前介入制等於是一種機動權限，當地檢察院可以決定對個案是否啟動提前介入。法源為刑事诉讼法的人民检察院刑事诉讼规则第383条规定：“人民检察院根据需要可以派员参加公安机关对于重大案件的讨论和其他侦查活动，发现违法行为，应当及时通知纠正。”實務上通常由被編組成檢察院偵查監督科的檢察官行使。

## 功能
- 便於檢察官了解證據邏輯鏈條和偵辦思維，可以快速起訴審判，免除事後溝通理解的時間。
- 檢察官通常所受教育水平高於一線公安警察，可以提供較多思路和推理，避免偏誤或懸案。[3]
- 一線公安警察可能有素質較差者辦案過程中無意或故意採取了法外手段，檢察官參與可以多一層糾舉的防護，避免日後法庭上的攻防困擾。[來源請求]

## 其他國家
在日本的刑案中有類似提前介入制的作法，但是強制規定的，警察出動現场并保护好后，须立即报告检察官，检察官根据案件情况，向警察交代所要收集的证据材料，警察按检察官的要求办案，也即检察官提前介入案件侦查活动，并指挥警察办案。这将有利于检察官在法庭上指控犯罪，有利于刑事诉讼活动的顺利进行。